# Jakob Bender
Jakob Bender (Düsseldorf, 1910. március 23. – 1981. február 8.) világbajnoki bronzérmes német labdarúgó, fedezet.

## Pályafutása

### Klubcsapatban
Az Alemannia 08 Düsseldorf csapatában kezdte a labdarúgást, majd pályafutása jelentős részét Fortuna Düsseldorf együttesében töltötte, ahol egy-egy német bajnoki címet és német kupagyőzelmet szerzett.

### A válogatottban
1933 és 1935 között kilenc alkalommal szerepelt a német válogatottban. Részt vett az 1934-es olaszországi világbajnokságon, ahol bronzérmet szerzett a csapattal.

## Sikerei, díjai
Németország
- Világbajnokság
  - bronzérmes: 1934, Olaszország

 Fortuna Düsseldorf
- Német bajnokság
  - bajnok: 1935–36
  - 2.: 1935–36
  - 3.: 1937–38
- Német kupa (Tschammerpokal)
  - győztes: 1940
  - döntős: 1937